# Corytophanes hernandesii
Corytophanes hernandesii (лат.) — вид игуанообразных ящериц из семейства Corytophanidae. Обитает в Центральной Америке и южной Мексике.

## Этимология
Видовое название, hernandesii, дано в честь испанского натуралиста Франсиско Эрнандеса де Толедо.

## Внешний вид
Длина тела взрослых особей (без хвоста) до 10 см.

## Распространение
Corytophanes hernandesii встречается в Белизе, Гватемале и Гондурасе, а также в южных мексиканских штатах Кампече, Чьяпас, Оахака, Пуэбла, Кинтана-Роо, Сан-Луис-Потоси, Веракрус и Юкатан.

## Образ жизни
Излюбленные места обитания — леса на высоте до 1300 м над уровнем моря. Активен днём. В основном ведёт древесный образ жизни.